# Ю-мьен
Ю-мьен (устар. яо; самоназвание — Iu Mienh; [ju˧ mjɛn˧˩]) — один из главных языков народа яо, живущего в Китае, Лаосе, Вьетнаме, Таиланде и с относительно недавнего времени — в США. Всего в мире насчитывается около 900 000 говорящих на ю-мьен.

## Вопросы классификации
В отдаленном родстве с языком ю-мьен состоит язык мяо. Вместе они образуют языковую семью мяо-яо (хмонг-мьен).
Китайские лингвисты рассматривают диалект Гуанси-Чжуанского автономного района в качестве стандартного. Однако на западе народ яо представлен в основном беженцами из Лаоса, поэтому западные исследования концентрируются на их диалекте.
Язык ю-мьен имеет 78 % сходство в лексике с диалектом киммун, 70 % с группой диалектов бьяумин и 61 % с дзаумин.

## Лингвогеография

### Ареал и численность
На ю-мьен говорит около 400 000 человек в Китае, 350 000 во Вьетнаме, 60 000 в Лаосе, 40 000 в Таиланде, 25 000 в США и 2000 во Франции.
В Китае на ю-мьен говорят в пограничном с Вьетнамом Гуанси-Чжуанском автономном районе, провинциях Гуандун, Юньнань, Хунань и Гуйчжоу.

## Письменность
В прошлом отсутствие алфавита было причиной низкого уровня грамотности среди говорящих на ю-мьен. В Китае язык записывался китайской письменностью, однако такая система была чрезвычайно сложна для носителей языка в других странах, например в Лаосе.
В 1984 году была предпринята попытка изменить эту ситуацию — была создана общеяоская письменность на основе латинского алфавита. В отличие от вьетнамского языка, в ней не применяются диакритические знаки для обозначения тонов или различения гласных звуков — используются только 26 букв латинского алфавита. Система позволяет различить 30 начальных и 128 конечных звука, а также восемь тонов. Она основана на более ранней системе письма, разработанной в Китае. Алфавит ю-мьен похож на романизированный народный алфавит, использующийся для языка мяо, а также на систему пиньинь, использующуюся для транскрипции китайского языка.
Алфавит ю-мьен введён в 1984 году и используется в Гуанси-Чжуанском АР, провинциях Гаундун, Хунань, Юньнань, а также среди яо в Таиланда, США и Франции. В 1983 году был разработан и внедрён алфавит для диалекта киммун (Kim-Mun), провинция Юньнань.
В Таиланде ю-мьен записывается тайским письмом, а в Лаосе — лаосским.

## Лингвистическая характеристика
Подобно языку мяо, а также вьетнамскому и китайскому, язык яо является тональным и изолирующим.

### Фонетика и фонология

#### Тоны
Тоны обозначаются дополнительной согласной, пишущейся в конце каждого слова. Эта согласная не произносится, а все слово получает указываемый ею тон.
Существующие тоны:
- v — Очень высокий тон (maiv — нет, несогласие)
- c — Очень низкий тон (maaic — продавать)
- h — Нисходящий тон (maaih — иметь)
- x — Восходящий тон (maaix — хвост)
- z — Низкий, долгий, восходяще-нисходящий тон (maaiz — покупать)
- Без согласной в конце — обычный ровный тон. (mai_ — накренённый)

#### Начальные согласные
В языке ю-мьен слог может начинаться с одной из следующих букв:
|                                     | Яо | IPA  | Яо | IPA  | Яо | IPA   | Яо  | IPA   | Яо  | IPA  |
| ----------------------------------- | -- | ---- | -- | ---- | -- | ----- | --- | ----- | --- | ---- |
| Глухие взрывные / аффрикаты         | b  | /p/  | d  | /t/  | z  | /ts/  | j   | /tɕ/  | g   | /k/  |
| Придыхательные взрывные / аффрикаты | p  | /pʰ/ | t  | /tʰ/ | c  | /tsʰ/ | q   | /tɕʰ/ | k   | /kʰ/ |
| Звонкие взрывные / аффрикаты        | mb | /b/  | nd | /d/  | nz | /dz/  | nj  | /dʑ/  | nq  | /ɡ/  |
| Звонкие носовые / боковые           | m  | /m/  | n  | /n/  | l  | /l/   | ny  | /ɲ/   | ng  | /ŋ/  |
| Глухие носовые / боковые            | hm | /m̥/  | hn | /n̥/  | l̥  | /l̥/   | hny | /ɲ̥/   | hng | /ŋ̊/  |
| Фрикативы                           | f  | /f/  |    |      | s  | /s/   |     |       | h   | /h/  |
| Полугласные                         | w  | /w/  |    |      |    |       | y   | /j/   |     |      |

#### Гласные
В языке ю-мьен гласные представлены сочетаниями 5 букв: a, e, i, o и u, а также сочетанием or, которое также считается гласной.
Имеется несколько дифтонгов: a, aa, ae, ai, aai, au, aau, e, ei, eu, o, oi, ou, or, i, ie, iu, u, ui, uo.
Многие из вышеприведенных гласных звуков могут предваряться буквами i или u. i обозначает йотированное произношение. U в этой позиции произносится как неслоговое ў.

#### Конечные согласные
В отличие от языка мяо, в языке ю-мьен существуют произносимые конечные согласные, идущие в конце слога, перед буквой, обозначающей тон.
Этими согласными могут быть n, ng, m, p, t или k. Взрывные согласные p, t и k могут иметь после себя только тоны c или v.
q используется после гласной для обозначения краткости (эквивалент гортанной смычки). Как и взрывные согласные, она может иметь после себя только тоны v или c.

### Грамматика
Грамматика языка ю-мьен напоминает вьетнамскую. Не существует падежей, времен и множественного числа. Слова неизменяемы.
Ю-мьен — язык типа SVO (подлежащее — сказуемое — прямое дополнение). Прилагательные идут после существительного и отделяются от них дефисом. Вопросительные слова типа «где» ставятся в конце предложения.
Слово maiv означает «нет» или «не» и помещается перед глаголом для образования отрицания. На письме часто сокращается до mv.
В языке ю-мьен существует много сокращений. Иногда слова начинаются с сокращенного слога (которым может быть просто просто «m») с апострофом, за которым следует полный второй слог.